# Club Deportivo Unión Minas Volcán
O Club Deportivo Unión Minas é um clube de futebol do Peru, da cidade de Cerro de Pasco, no Departamento de Pasco. Foi fundado em 23 de abril de 1974 e disputou a Primeira Divisão do Peru na década de 1990, sendo o único clube da região a chegar ao Torneio Descentralizado. Manda seus jogos no Estadio Daniel Alcides Carrión. Foi refundado em 2022 e participa da Copa Peru.